# کیخسرو دوم
غیاث الدین کیخسرو (دوم) بن کیقباد (به انگلیسی: Kaykhusraw II) دوازدهمین سلطان از سلاطین سلجوقیان روم بود که از سال ۶۲۴ قمری تا زمان مرگش در سال ۶۳۷ قمری بر قلمروی سلاطین سلجوقیان روم سلطنت کرد. کیخسرو دوم فرزند کیقباد یکم بود. بعد از به حکومت رسیدن کیخسرو برادر ناتنی اش و مادرش را به قتل رساند؛ و پس از مدتی وزیرش سعادت الدین کوپک خود را سلطان خواند و دست به شورش زد و همه مقاماتی که علیه او بودند را به قتل رساند و سلطان را در قصر زندانی کرد. بعد از زندانی شدن کیخسرو کسانی که به او وفادار بودند فراریش دادند و با مادرش به قییله قایی رفت و از پسر سلیمان شاه یعنی ارطغرل غازی کمک گرفت و سعادت الدین را به قتل رساند. پس از شورش مجبور شد با فرستادن ارطغرل غازی پی اوگتای خان قرارداد صلح ببندد، پس از بستن قرارداد صلح اوگتای خان مرد، مغول کیخسرو دوم را مقصر دانستند، به دستور گویوک خان و به فرماندهی بایجو نویان مغولان به سلجوقیان حمله کردند . کیخسرو جوان به دلیل گوش دادن به فرماندهان جوانش به جنگ با مغول رفت و در جنگ ارزروم شکست خورد، ارزروم ، سیواس و ارزنجان به دست مغول افتاد و از ان پس دولت سلجوقی توسط مغول اداره می‌شد.